# Mart Poom
Mart Poom (Tallinn, 3 de fevereiro de 1972) é um ex-futebolista estoniano.

## Início
Nasceu no dia 3 de fevereiro de 1972, em Tallinn, capital da atual Estônia. Começou a carreira no pequeno Tallinna Lõvid, de sua cidade natal, ainda na existência da União Soviética. Passou pelos também estonianos Flora Tallinn e SK Tallinna Sport e pelo finlandês Kuomio PS, quando foi contratado pelo suíço FC Wil em 1994. Não disputou nenhuma partida pelo time suíço e se transferiu na temporada seguinte para a Inglaterra, defendendo o Portsmouth.

## Carreira na Inglaterra
Em sua primeira temporada, disputou apenas quatro partidas e foi emprestado ao Flora Tallinn, que defendera anos atrás. Passou duas temporadas excelentes na Estônia, atraindo o interesse do Derby County. Em 1997, voltou à velha Albion e defendeu o Derby por seis anos, construindo uma reputação como um dos goleiros mais seguros da Premier League.
Mesmo assim, não conseguiu evitar o rebaixamento de sua equipe em 2002, e foi emprestado ao Sunderland, que o contratou em definitivo em 2003.
Numa de suas primeiras partidas pelo seu novo time, em 2003, Poom marcou um belo gol de cabeça nos acréscimos de uma partida contra o Derby County, clube onde mais se destacou, empatando o jogo. O estoniano caiu nas graças da torcida, e embora não tenha feito mais nenhum gol desde então, tornou-se um dos principais jogadores do Sunderland, que defendeu até o fim da temporada 2004-05, quando acertou seu empréstimo para o Arsenal, um dos maiores times da Inglaterra. 

### Arsenal
Como terceiro goleiro da equipe, não jogou, mas agradou ao técnico dos Gunners, Arsène Wenger, que pediu a sua contratação em definitivo, acertada imediatamente. 
Finalmente estreou nos Gunners em 8 de novembro de 2006, num jogo da Copa da Liga Inglesa, contra o Everton, substituindo no intervalo o espanhol Manuel Almunia. O Arsenal venceu a partida por 1 a 0. Antes disto, entretanto, já havia entrado para a história do futebol estoniano como o primeiro jogador do país a receber uma medalha na Liga dos Campeões da UEFA - embora não tenha jogado nenhuma partida no torneio (era o reserva de Jens Lehmann e Almunia), recebeu a medalha de prata juntamente com o resto dos Gunners após a derrota na final, contra o Barcelona.

### Watford
Em maio de 2007, Poom, fora dos planos do Arsenal para a próxima temporada, acertou sua ida para o Watford, da segunda divisão inglesa. Permaneceu por lá durante 2 anos, e não conseguiu nenhum feito importante. No início da temporada 2008-09, sofreu uma grave lesão no ombro na partida contra o Reading, e ficou 7 meses afastado dos gramados. Quando finalmente se recuperou, o contrato do goleiro estava perto de se encerrar. Ele optou por não renová-lo e, posteriormente, encerrou sua longa carreira aos 37 anos.

## Carreira na seleção da Estônia
Mart Poom estreou pela Seleção Estoniana em 1992, aos vinte anos. Seu primeiro jogo foi um amistoso contra a Eslovênia - era também a primeira partida dos "Sinisärgid" após a independência em relação à URSS. Desde então, Poom já defendeu a Estônia em 120 oportunidades, tendo realizado a sua última partida pela seleção no dia 10 de junho de 2009 contra a seleção de Portugal numa partida amistosa, quando foi substituído durante o jogo para ser aplaudido pela torcida local. Foi eleito recentemente o maior jogador da Estônia dos últimos 50 anos da UEFA, nos Prêmios do Jubileu da entidade. 

## Após a aposentadoria
Poom já era treinador de goleiros da Seleção Estoniana desde 2008, quando ainda estava em atividade, e no ano seguinte recebeu uma proposta para ser treinador de goleiros do Arsenal, a qual foi aceita por ele. Exerceu a função nos Gunners até 2010.